# Castel del Monte (vin)
Pour les articles homonymes, voir Castel del Monte (homonymie).

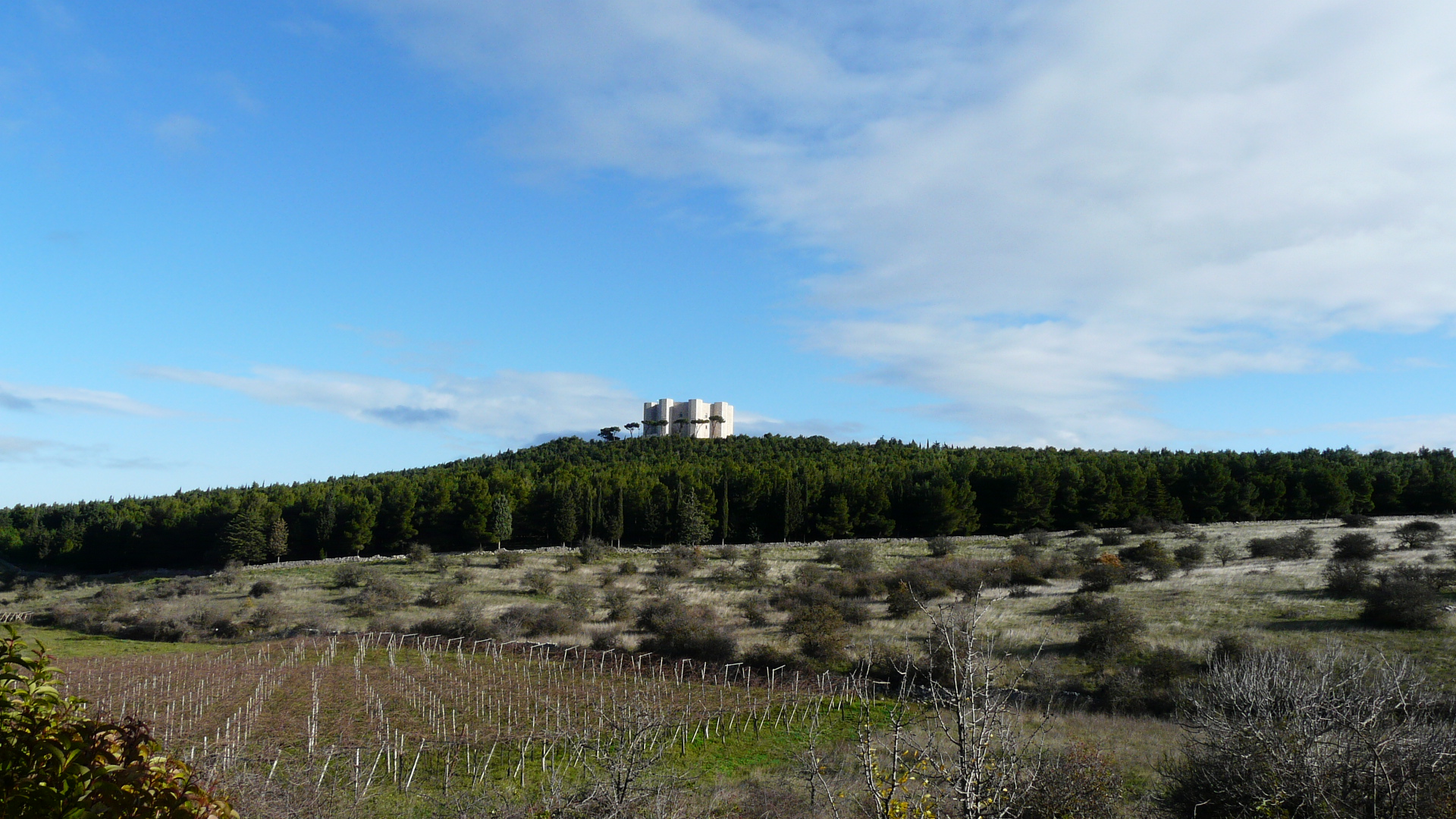
Vignes de Castel del Monte sur la commune d'Andria

Le Castel del Monte est un vin italien rouge ou blanc de la région des Pouilles.
L’appellation d'origine contrôlée Castel del Monte doit son nom au château construit par Frédéric II sur une montagne dans le Parc National d'Alta Murgia, sur le territoire d’Andria.
La production de vins Castel del Monte n'est autorisée que dans la province de Barletta-Andria-Trani et dans la ville métropolitaine de Bari.